# Świbno (gmina)
Świbno (do 1947 Śpiewowo) – dawna gmina wiejska istniejąca w latach 1945–1954 w woj. gdańskim (dzisiejsze woj. pomorskie). Nazwa gminy pochodzi od wsi Świbno (pocz. Śpiewowo), lecz siedzibą władz gminy było Sobieszewo (obecnie są to części dzielnicy Wyspa Sobieszewska w Gdańsku).
Gmina Śpiewowo powstała po II wojnie światowej (1945) w części byłego Wolnego Miasta Gdańsk, w której utworzono powiat gdański (ziemie te wchodziły w skład tzw. IV okręgu administracyjnego – Mazurskiego). 7 kwietnia 1945 gmina – wraz z pozostałym obszarem byłego Wolnego Miasta Gdańsk – weszła w skład nowo utworzonego woj. gdańskiego. Z końcem 1947 roku nazwę zmieniono na Świbno.
Według stanu z 1 lipca 1952 gmina składała się z 5 gromad: Górki Wschodnie, Komary, Przegalina, Sobieszewo i Świbno. Gmina została zniesiona 29 września 1954 wraz z reformą wprowadzającą gromady w miejsce gmin. Jednostki nie przywrócono 1 stycznia 1973 wraz z kolejną reformą reaktywującą gminy.